# Henri-Gustave Lelièvre
 (mai 2008).
Si vous disposez d'ouvrages ou d'articles de référence ou si vous connaissez des sites web de qualité traitant du thème abordé ici, merci de compléter l'article en donnant les références utiles à sa vérifiabilité et en les liant à la section « Notes et références ».
Pour les articles homonymes, voir Lelièvre.
Henri-Gustave Lelièvre, né le 1er juillet 1877 à Saint-Baudelle et mort le 21 novembre 1948 à Mayenne, est un journaliste et écrivain français.

## Biographie
Il est le fils d'Auguste Lelièvre et de Marguerite-Pauline Gougeon de Lucé, d'une famille bas-mancelle. Ils s'étaient mariés à Villiers-Charlemagne le 29 avril 1860. Sa femme, née à Avoise, le 29 septembre 1841 mourut au Grand-Logis, à Mayenne, le 25 mai 1928. Le Grand-Logis était devenu propriété des Lelièvre en 1836, par la mariage d'Auguste Lelièvre avec Joséphine Turbet.
H.-G. Lelièvre, qui professait des opinions légitimistes, était un homme sincère, généreux, courageux et combatif[non neutre][réf. nécessaire], qui fut toujours estimé de ses adversaires comme de ses amis. C'était un ancien-combattant de 1914-1918.
Avocat au barreau de Mayenne, il était le contradicteur habituel des réunions politiques. Journaliste, il collabora à L'Avant-Garde de l'Ouest, l’Écho de la Mayenne, Le Soleil, Le Drapeau blanc, La Monarchie française, Le Réveil de Mayenne, la Revue catholique et royaliste, le bulletin des anciens du 130e RI.

## Publications
- Les Abbés Gougeon de Lucé et de la Roche. Imp. Poirier-Bealu, Mayenne, 1898
- Le Grand-Logis ou château des Buttes. Laval, Goupil. 1899.
- Saint François d'Assise,  drame lyrique en 5 actes
- Charles VII,  drame lyrique en 5 actes
- A la lumière du Front, ses souvenirs de guerre, 1930

Il a collaboré à la brochure Bossuet et notre temps